# Робсон, Джек
Джон Ро́бсон (англ. John Robson; 24 мая 1860, Дарем, Англия — 11 января 1922, Манчестер, Англия), более известный как Джек Робсон — английский футбольный тренер, первый тренер в истории клубов «Мидлсбро» и «Кристал Пэлас». Также работал в качестве главного тренера в клубах «Брайтон энд Хоув Альбион» и «Манчестер Юнайтед».
Робсон начал тренерскую карьеру в клубе «Мидлсбро», в котором получал 3 фунта в неделю и не посещал выездные матчи команды из-за экономических соображений. Он вывел «Мидлсбро» из любительской Северной футбольной лиги в профессиональную лигу — Первый дивизион. В 1905 году Робсон стал первым тренером в истории «Кристал Пэлас», с которым одержал сенсационную победу над «Ньюкаслом» в 1907 году на «Сент-Джеймс Парк» в рамках Кубка Англии.
В 1908 году Робсон возглавил клуб «Брайтон энд Хоув Альбион», с которым в 1910 году выиграл Суперкубок Англии. В 1914 году Робсон перешёл в «Манчестер Юнайтед», став в нём первым главным тренером, а не просто секретарём. Он руководил командой до 11 января 1922 года, когда он скончался от пневмонии.

## Достижения
Мидлсбро
- Серебряный призёр Второго дивизиона: 1901/02

 Брайтон энд Хоув Альбион
- Чемпион Первого дивизиона Южной лиги: 1909/10
- Обладатель Суперкубка Англии: 1910

## Тренерская статистика
| Клуб                     | Страна      | Начало работы | Завершение работы | Показатели | Показатели | Показатели | Показатели | Показатели |
| Клуб                     | Страна      | Начало работы | Завершение работы | Матчи      | Победы     | Поражения  | Ничьи      | % побед    |
| ------------------------ | ----------- | ------------- | ----------------- | ---------- | ---------- | ---------- | ---------- | ---------- |
| Мидлсбро                 | Флаг Англии | Май 1899      | Май 1905          | 215        | 82         | 86         | 47         | 38,14      |
| Кристал Пэлас            | Флаг Англии | Август 1905   | Апрель 1907       | 10         | 3          | 2          | 5          | 30         |
| Брайтон энд Хоув Альбион | Флаг Англии | Август 1908   | Май 1914          | 14         | 5          | 6          | 3          | 35,71      |
| Манчестер Юнайтед        | Флаг Англии | Декабрь 1914  | Октябрь 1921      | 120        | 36         | 47         | 37         | 30         |
| Итого                    | Итого       | Итого         | Итого             | 359        | 126        | 141        | 92         | 35,10      |